# 박종순
박종순(1935년 4월 4일 ~ )은 대한민국의 정치인이다. 제40대 예산군수를 역임했다.

## 역대 선거 결과
|  | 26.70% |

|  | 28.47% |

|  | 59.26% |